# Anatella longiflagellata
Anatella longiflagellata är en tvåvingeart som beskrevs av Caspers 1991. Anatella longiflagellata ingår i släktet Anatella och familjen svampmyggor.
Artens utbredningsområde är Turkiet. Inga underarter finns listade i Catalogue of Life.